# Arrondissement Brussel-Hoofdstad
Arrondissement Brussel-Hoofdstad (franska: Arrondissement de Bruxelles, Arrondissement de Bruxelles-Capitale, Région Bruxelloise) är ett arrondissement i Belgien.   Det ligger i provinsen Bryssel och regionen Bryssel, i den centrala delen av landet. Huvudstaden Bryssel ligger i Arrondissement Brussel-Hoofdstad. Antalet invånare är 1 138 854. Arean är 161 kvadratkilometer.

Arrondissement Brussel-Hoofdstad delas in i följande kommuner:
- Anderlecht
- Auderghem
- Berchem-Sainte-Agathe
- Bryssel
- Etterbeek
- Evere
- Forest
- Ganshoren
- Ixelles
- Jette
- Koekelberg
- Sint-Jans-Molenbeek
- Saint-Gilles
- Saint-Josse-ten-Noode
- Schaerbeek
- Uccle
- Watermael-Boitsfort
- Woluwe-Saint-Lambert
- Woluwe-Saint-Pierre